# 瑪麗亞·多梅尼卡·瑪莎利羅
瑪麗亞·多梅尼卡·瑪莎利羅（義大利語：Maria Domenica Mazzarello，1837年5月9日—1881年5月14日），19世紀意大利天主教徒、教育家、薩利安姐妹慈幼會的創立者，1951年封聖為“聖·瑪麗·瑪莎利羅”。
瑪麗亞·多梅尼卡·瑪莎利羅1837年出生於意大利北部的莫爾内塞的一個小山村，父母都是虔誠的天主教徒，15歲的那年，她在當地教會的神父（Fr. Dominic Pestarino）的指導下，作爲一個學生加入了“貞潔聖母之女盟會”，（Association of the Daughters of Mary Immaculate）,接受神學熏陶。1860年鼠疫在意大利全境爆發，她冒著被感染的風險，照顧病倒的同村人，她自己也受到了感染而病倒，然而她奇跡般地與死神擦肩而過。經過這番生死考驗，她深深地思考人生的意義，覺得應該在有生之年做出一些有意義的事情。她與朋友為同村的那女孩子們開辦了縫紉學習班，之後她結識了若望·鮑思高神父，并在他的協助下於1872年共同創立了女子修道會，作爲感恩聖母瑪麗亞，她將這個修道會命名爲“薩利安姐妹慈幼會”。由於長期以來身體健康欠佳，她於1881年5月14日去世，年僅44歲。
到2016年，她生前所創立的薩利安姐妹慈幼會已經成爲遍佈五大洲的89個國家，擁有14,000多成員的國際慈善組織。

## 影視作品
根據瑪麗亞·多梅尼卡·瑪莎利羅的生平，意大利電影導演西蒙尼·斯帕達導演製作的影片《幸福之家》（ The House of Happiness）於2012年5月4日首度在羅馬音樂公園禮堂上演。

## 外部參考
- 玛利亚‧玛沙利罗 Mary Dominic Mazzarello （页面存档备份，存于）